# Martha San Juan França
Martha San Juan França est une journaliste et chercheuse brésilienne. Au long de sa trajectoire professionnelle, elle se spécialisée en communication et journalisme scientifique. Elle travaille à O Estado de São Paulo et aux revues Galileu et Unesp Ciência. En 1992, elle reçoit le Prix José Reis.
Diplômée de journalisme à l'Universidade de São Paulo, elle détient le titre de maître et docteure en Histoire de la science de l'Université pontificale catholique de São Paulo. Elle écrit le livre de vulgarisation scientifique Células-tronco: esses "milagres" merecem fé, sur les potentiels en recherche des cellules souches.